# Еврос (округ)
Округ Еврос је округ у периферији Источна Македонија и Тракија и историјској покрајини Тракији, у крајње североисточној Грчкој. Управно средиште округа је град Александруполис, а важни су и градови Дидимотика и Орестијада. У саставу префектуре Еврос налази се и острво Самотраки.
Округ Еврос је успостављен 2011. године на месту некадашње префектуре, која је имала исти назив, обухват и границе.

## Порекло назива
Округ је назван по реци Еврос, што је грчки назив за реку Марицу, која чини источну границу округа према Турској.

## Природне одлике
Округ Еврос налази се на крајњем североистоку Грчке. Већи део граница ове префектуре је истовремено и државна граница. Тако је својом северном и северозападном границом округ погранични према Бугарској), док је на истоку округ гранични ка Турској по реци Марици. То је једина копнена граница између Грчке и Турске. На југу округ излази на Егејско море. На западу се ова префектура граничи са округом Родопи и то једино место где се округ везује за остатак Грчке.
Подручје Евроског округа обухвата западну страну долине реке Марица пре њеног ушћа у Егејско море. На крајњем северу налази се ушће реке Арде у Марицу. На западном ободу округа се налазе се источни завршеци брда Родопа. Долински део округа је погодан за земљорадњу. Острво Самотраки налази се 30-ак километара јужно од копненог дела округа.
Клима је средоземна дуж обале и на Самотракију, да са померањем од обале она постаје измењено средоземна, јер се утицаји са Средоземља мешају са утицајима из унутрашњости Балкана (топлија лета и хладније зиме). У западним брдским крајевима клима је још оштрија.

## Историја
У антици област данашњег Евроса прво припадало је насеобини Трачана и била је легендарна домовина Орфеја. У доба старог Рима ово подручје било је део покрајине Тракија, да би 395. г. припало Византији и било једна од њених средишњих и најважнијих области све до 15. века.
Подручје Евроса заузеле су Османлије крајем 14. века и почетком 15. века. Удео хришћана је брзо опадао у следећим вековима, тако да је до 20. века подручје значајно изгубило свој некадашњи грчки карактер. Током 20. века на овом подручју десиле су се знатне промене. 1912. г. Првим балканским ратом дотад турско подручје постаје прво део Бугарске, али је после Првог светског рата припало Грчкој. После тога, услед Грчко-турског рата 1922-23. г., дошло је до исељавања Турака и Бугара и досељавања Грка из Мале Азије. Ово је довело до великих промена у саставу становништва и оно је после ових дешавања постало претежно грчко.
Грчка држава је следећих деценија 20. века помагала ово гранично подручје разним начинима осавремењавања, али и поред тога оно је постепено губило становништво. 1947. г. образована је префектура Еврос издвајањем из укинуте префектуре Тракија. Последње две деценије са поновним занимањем за пут Игњацију (Солун-Истанбул) и његовом изградњом у савремени ауто-пут пружају се наде за бољу будућност данашњег округа Еврос.

## Становништво
По последњим проценама из 2005. године округ Еврос је имао око 150.000 становника, од чега више око 1/3 живи у седишту округа, граду Александруполију.
Етнички састав: Већинско становништво округа су Грци, а мали део (4,5%) чини муслиманска мањина у Грчкој (једина званично призната мањина у држави) у пар насеља на западу округа. Њу махом чине Турци (50%), али Бугари-Помаци (35%) и Роми (15%). Значајна део Грка води порекло од избеглица из Мале Азије.
Густина насељености је око 38 ст./км2, што је двоструко мање од просека Грчке (око 80 ст./км2). Долински део уз Марицу на истоку је много боље насељен него планинска област на западу.

## Управна подела и насеља
Округ Еврос се дели на 5 општина:
1. Александруполи
2. Дидимотика
3. Орестијада
4. Самотрака
5. Суфли

Александруполи је седиште округа, а поред њега већа насеља (> 10.000 ст.) у округу су и Дидимотика и Орестијада.

## Привреда
Округ Еврос спада у слабије развијене округе Грчке. Главне привредне гране су пољопривреда, шумарство и лака индустрија.